# Reichsstraße 154
Die Reichsstraße 154 (R 154) war bis 1945 eine Staatsstraße des Deutschen Reichs, die teilweise in der damaligen preußischen Provinz Schlesien, teilweise im 1938 annektierten Sudetenland, in einem kurzen Abschnitt im 1939 annektierten Protektorat Böhmen und Mähren lag und in Lüben (jetzt Lubin) von der Reichsstraße 5 nach Süden abzweigte, auf der Trasse der heutigen Droga krajowa 3/Droga ekspresowa S3 nach Liegnitz (jetzt Legnica) und weiter nach Jauer (jetzt Jawor) und Bolkenhain (jetzt Bolków) und in Landeshut (jetzt Kamienna Góra) auf die Reichsstraße 152 traf. Die Fortsetzung der Straße verlief zunächst parallel mit der Trasse der Reichsstraße 152 bis kurz vor Schmiedeberg (heute Kowary) und dann weiter im 1938 annektierten Gebiet der Tschechoslowakei (Sudetenland) über Velká Úpa (Groß-Aupa) und Mladé Buky (Jungbuch), sowie von dort gemeinsam mit der Reichsstraße 150 nach Trutnov (Trautenau) sowie weiter nach dem schon im Protektorat Böhmen und Mähren gelegenen Jaroměř (Jaromer), wo sie an der Reichsstraße 325 endete.
Ihre Gesamtlänge betrug rund 155 Kilometer.